# Brachymenium pendulum
Brachymenium pendulum är en bladmossart som beskrevs av Montagne 1842. Brachymenium pendulum ingår i släktet Brachymenium och familjen Bryaceae. Inga underarter finns listade i Catalogue of Life.